# كيم يونغ-وو
كيم يونغ-وو (هانغل: 김영우) هو لاعب كرة قدم كوري جنوبي في مركز الوسط، ولد في 15 يونيو 1984 في مدينة ألسان في كوريا الجنوبية. لعب مع جونبك هيونداي موتورز.

## وصلات خارجية
- كيم يونغ-وو على موقع دوري كوريا الجنوبية (الإنجليزية)
- كيم يونغ-وو على موقع قاعدة بيانات كرة القدم.إي يو (الإنجليزية)
- كيم يونغ-وو على موقع Soccerway.com (الإنجليزية)